# Mats Rosenbaum
Mats Lukas Rosenbaum (* 2000 in Eckernförde) ist ein deutscher Politiker (SSW). Seit 2022 ist er Vorsitzender des SSW Ungdom, der Jugendorganisation des Südschleswigschen Wählerverbands.

## Leben
Rosenbaum gehört der dänischen Minderheit in Deutschland an. 2020 legte er an der Duborg-Skolen in Flensburg das Abitur ab. Von 2020 bis 2021 war er als Wahlkreismitarbeiter des Landtagsabgeordneten Christian Dirschauer tätig. Zudem ist er seit 2020 als persönlicher Referent für den bei der Bundestagswahl 2021 gewählten Bundestagsabgeordneten Stefan Seidler tätig. 2022 war er auch Wahlhelfer von Karin Haug, der SSW-Kandidatin zur Flensburger Oberbürgermeisterwahl. Seit Mai 2021 ist er außerdem Mitarbeiter der SSW-Fraktion im Flensburger Stadtrat. Seit 2021 studiert er an der Syddansk Universitet in Odense European Studies.
Rosenbaum lebt in Flensburg.

## Politik
Rosenbaum war zunächst von 2020 bis 2022 stellvertretender Vorsitzender der Jugend im SSW. Bei der Bundestagswahl 2021 kandidierte er auf Platz 14 der Landesliste des SSW, verfehlte jedoch den Einzug in den Bundestag. Seit 2022 ist er als Nachfolger von Maylis Roßberg Vorsitzender der Jugend im SSW.